# دانشکده

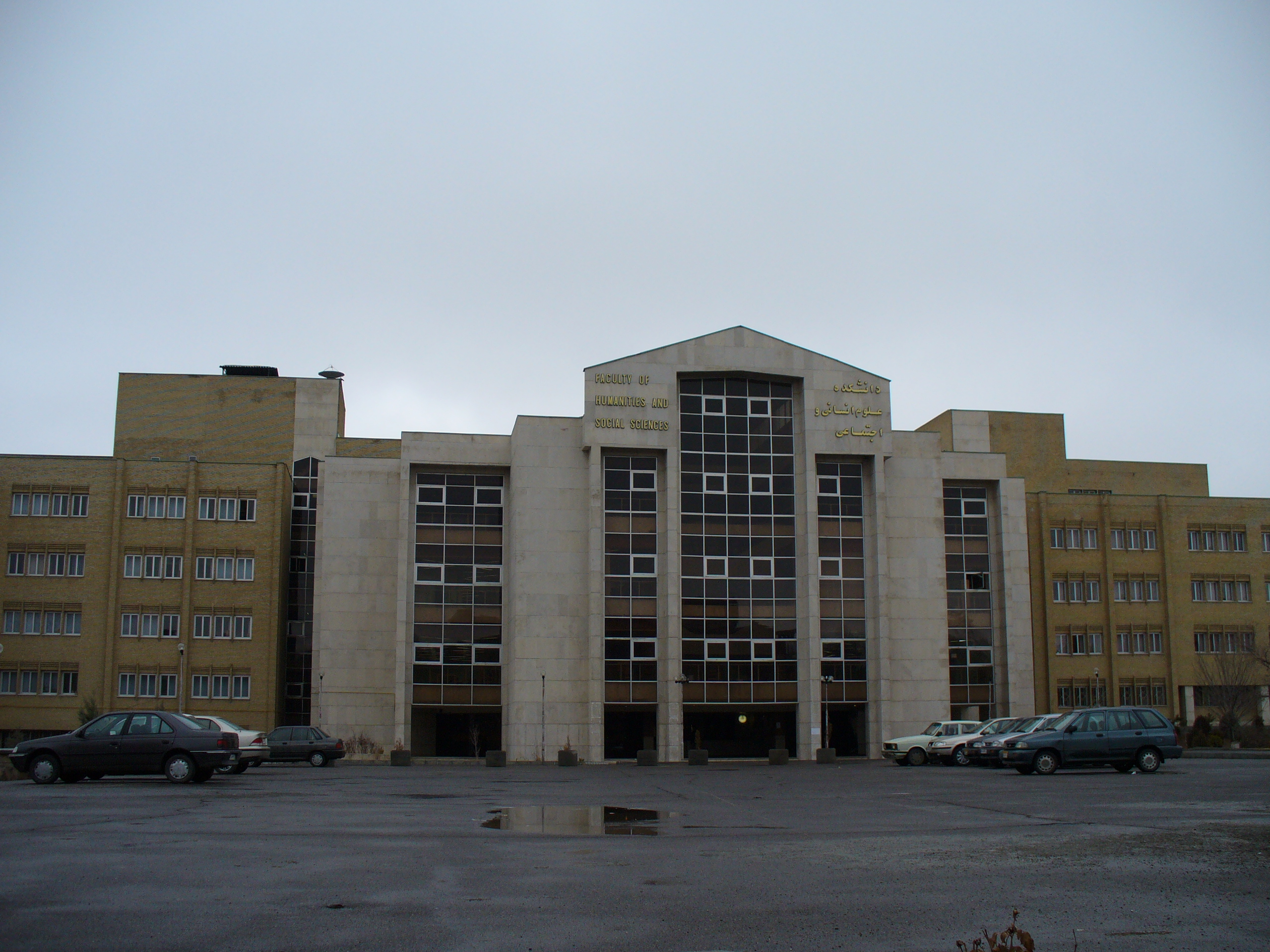
دانشکده علوم انسانی و اجتماعی دانشگاه تبریز

دانشکده محلی است که در آن دروس دانشگاهی تدریس می‌شود. معمولاً یک دانشگاه از چندین دانشکده و هر دانشکده از چند گروه آموزشی تشکیل شده‌است. گاهی چند دانشکده در کنار یکدیگر توسط یک دانشگاه، شبیه کالج، احداث می‌شوند که به آن‌ها دانشکدگان گفته می‌شود.

## سازمان و مدیریت دانشکده؛ کلیات و تعاریف
- دانشکده، نظام هماهنگ و تشکل اجتماعی خاصی از گروه‌های علمی وابسته و متجانس است که به‌منظور آموزش و پژوهش در یکی از زمینه‌های معارف بشری (علوم اجتماعی، علوم انسانی، علوم پزشکی، علوم پایه، فنی و مهندسی، علوم کشاورزی، علوم دامپزشکی و هنر) تشکیل شده و حداقل دارای سه گروه آموزشی است و دارای امکانات و تجهیزات لازم برای ارائهٔ رشته‌های تحصیلی دایر در آن است.
- تعریف گروه آموزشی: اجتماعی از اعضای هیئت علمی که در رشته‌ای از علوم و معارف بشری با یک زمینهٔ کاملاً تخصصی یا کاربردی متخصص باشند و عهده‌دار آموزش و ارائهٔ خدمات پژوهشی در ارتباط با یک رشته یا یک شاخه هستند. هر گروه آموزشی حداقل دارای ۵ نفر عضو هیئت علمی تمام‌وقت هستند که دست‌کم سه نفر از آنان در مرتبهٔ استادیاری یا بالاتر باشند. گروه آموزشی، واحدِ زیرمجموعهٔ دانشکده است.

## ارکان مدیریت دانشکده
هر دانشکده به‌وسیلهٔ رئیس آن، که توسط رئیس دانشگاه انتخاب و برای ۳ سال منصوب شده‌است، اداره می‌شود. رئیس هر دانشکده، برای اجرای وظایف محوله و براساس حجم عملیات و استانداردهای تشکیلاتی، اجازه دارد معاونانی داشته باشد. تعداد عناوین سازمانیِ معاونان براساس سازمان اداری مصوب دانشگاه که به تصویب مراجع قانونی ذی‌ربط می‌رسد، تعیین می‌شود. معاونان دانشکده براساس پیشنهاد رئیس دانشکده و تأیید و حکم رئیس دانشگاه برای یک دورهٔ دوساله منصوب می‌شوند و انتخاب مجدد آنان بلامانع است.

## سازمان اداری و علمی دانشکده
دانشکده مجموعهٔ متشکل و هدفمندی است که از تعدادی واحدهای اداری و آموزشی و پژوهشی تشکیل می‌شود و هریک از واحدهای تابعه، مسئولیت اجرای بخشی از اهداف دانشکده را بر عهده دارند. ساختار سازمانی و تشکیلات تفصیلی هر دانشکده براساس حجم عملیات و استانداردهای تشکیلاتی تنظیم می‌شود و پس از تصویب هیئت امنای دانشگاه به تأیید سازمان اداری و استخدامی کشور می‌رسد. در حال حاضر، واحدهای پشتیبانی علمی و اداری دانشکده در قالب واحد کتابخانه و ادارهٔ آموزش و دبیرخانه سازماندهی شده‌اند و واحدهای علمیِ تابع دانشکده را گروه‌های آموزشی و مراکز تحقیقاتی وابسته تشکیل می‌دهند که عهده‌دار امر آموزش دانشجویان و ارائهٔ خدمات علمی و پژوهشی هستند.